# Samir Cavadzadə
Samir Cavadzadə (ur. 16 kwietnia 1980 w Baku) – azerski piosenkarz, wokalista zespołu Şeron, reprezentant Azerbejdżanu w 53. Konkursie Piosenki Eurowizji w 2008 roku razem z Elnurem Hüseynovem.

## Edukacja
W 2002 roku Cavadzadə ukończył studia ekonomiczne. W 2003 roku zakończył pięcioletni kurs muzyczny o specjalności mugham (azerskiej tradycyjnej muzyki folkowej).

## Kariera muzyczna
Po odbyciu rocznej służby wojskowej w 2004 roku został członkiem zespołu Şeron, w którym występował przez trzy lata. Po zakończeniu współpracy z zespołem rozpoczął karierę solową.
W lutym 2008 roku krajowy nadawca publiczny İTV zaproponowała mu udział w 53. Konkursie Piosenki Eurowizji z utworem „Day After Day” razem z Elnurem Hüseynovem. Na początku kwietnia w Modern World Studios w Londynie nagrali nową wersję swojej konkursowej propozycji oraz wyruszyli w trasę promocyjną po Europie, w ramach której wystąpili w Grecji i Andorze oraz na Łotwie i Ukrainie. 20 maja wystąpili w pierwszym półfinale widowiska organizowanego w Belgradzie i z szóstego miejsca awansowali do finału, w którym zajęli ostatecznie ósme miejsce ze 132 punktami na koncie.